# Пантелеј (Ниш)
Пантелеј је градска четврт Ниша у Нишавском управном округу. Административно припада градској општини Пантелеј. Добила је име по цркви Светог Пантелејмона, која се налази у насељу.

## Географија
Пантелеј се налази у северном делу Ниша, око 2 километра североисточно од центра града. Југоисточно од насеља налази се насеље Дурлан, јужно насеље Јагодин мала, западно насеље Црвени Крст, а северно атар сеоског насеља Каменица.

## Саобраћај
До насеља се може доћи градском аутобуском линијом Железничка станица—Сомборска улица (линија бр. 5), као и приградским линијама ПАС Ниш—Бреница (линија бр. 14) и ПАС Ниш—Церје (линија бр. 14А). Кроз северни део насеља простире се железничка пруга Ниш—Сврљиг, која има станицу у насељу.

## Галерија
- МЗ Бранко Мишић Каменко
- Сомборска део четврти Пантелеј
- Део градске четврти Пантелеј